# Faymont
Faymont é uma comuna francesa na região administrativa de Borgonha-Franco-Condado, no departamento de Alto Sona. Estende-se por uma área de 7,99 km². Em 2010 a comuna tinha 267 habitantes (densidade: 33,4 hab./km²).